# Miguel Rio Branco
Miguel Rio Branco (* 11. prosince 1946) je brazilský fotograf, malíř a filmař (režisér a kameraman). Jeho práce se zaměřila na Brazílii a zahrnovala fotožurnalistiku a sociální a politickou kritiku. Rio Branco je přidruženým členem Magnum Photos. Jeho fotografie jsou obsaženy ve sbírkách Muzea moderního umění a Metropolitního muzea umění v New Yorku.

## Život a dílo
Rio Branco se narodil v Las Palmas, Gran Canaria, na Kanárských ostrovech. Jeho rodiče byli diplomaté a Miguel své dětství prožil v Portugalsku, Švýcarsku, Brazílii a Spojených státech. V roce 1976 se přestěhoval do New Yorku, kde získal bakalářský titul a absolvoval měsíční odborný kurz na Institutu fotografie v New Yorku. V roce 1978 se přestěhoval do Ria de Janeira a studoval na Industrial Design College.
Od roku 1980 je přidruženým členem Magnum Photos. Žije a pracuje v Rio de Janeiro.
Riova Kniha Silent Book (1997) je součástí Parrovy a Badgerovy knihy The Photobook: A History, Volume II.

## Publikace Ria Branca
- Dulce Sudor Amargo. Mexico: Fondo de Cultura Economica, 1985. ISBN 978-9681619695.
- Nakta. Brazil: Multiprint Grafica, 1996.
- Silent Book. Sao Paulo: Cosac & Naify. 1997. ISBN 978-8586374210.
  - Druhé vydání, 2012.
- Miguel Rio Branco: An Aperture Monograph. New York: Aperture, 1998. ISBN 978-0893818012.
- Pele do Tempo. Brazil: Centro de Arte Hélio Oiticica, 1999.
- Entre Los Ojos. Barcelona: Fundación "la Caixa", 1999. ISBN 978-8476646632. Text in Spanish and English.
- Miguel Río Branco habla con Teresa Siza. Conversaciones con Fotografos. La Fábrica, 2002. ISBN 978-8495471369. In Spanish.
- Entre os Olhos, o Deserto. Brazil: Cosac & Naify, 2002. ISBN 978-8575030721.
- Gritos Surdos. Portugal: Centro Portugues de Fotografia, 2002.
- Plaisir la Douleur. France: Textuel, 2005. ISBN 978-2845971691.
- Out Of Nowhere. Luste, 2009. ISBN 978-8561914103.
- Você Está Feliz. Cosac & Naify, 2012. ISBN 978-8540502598.
- Mechanics of Women. La Fábrica, 2017. ISBN 978-8417048051.
- New York Sketches. Xavier Barral, 2018. ISBN 978-2365111720.

## Krátké filmy od Rio Branca
- Trio Elétrico
- Caveirinhas
- Nada Levarei Quando Morrer = those who owe me will be charged in hell – 20 minute documentary with still and moving images[3]
- Entre os Olhos o Deserto
- Gritos Surdos

## Sbírky
- Muzeum moderního umění, New York: 37 děl (v květnu 2019)[6]
- Metropolitní muzeum umění v New Yorku: 25 prací (v květnu 2019)[7]

## Ceny a ocenění
- 2009: Ordem do Mérito Cultural